# Nathaniel Macon
Nathaniel Macon (17 décembre 1757-29 juin 1837) est un homme politique américain, membre de la Chambre des représentants des États-Unis de 1791 à 1815 dont il fut le cinquième président, sénateur représentant de la Caroline du Nord de 1815 à 1828. Au cours de sa carrière politique, il a fait partie de la faction du Parti républicain-démocrate qui voulait limiter les pouvoirs du gouvernement fédéral des États-Unis

## Lieux nommés en référence à Nathaniel Macon
- Comté de Macon (Alabama)
- Comté de Macon (Illinois)
- Comté de Macon (Missouri)
- Macon (Missouri)
- Comté de Macon (Caroline du Nord)
- Macon (Géorgie)
- Macon (Mississippi)
- Comté de Macon (Géorgie)
- Macon (Caroline du Nord)
- Comté de Macon (Tennessee)
- Randolph-Macon College
- Parc d'État de Fort Macon